# 풍어제
풍어제(豊漁祭)는 물고기가 많이 잡히기를 기원하는 의식이다. 마을 공동체 신앙인 마을굿 형식으로 하는 것과 선주들이 주동이 된 뱃고사로 나뉜다. 황해안 배연신굿과 동해안 별신굿이 널리 알려져 있다.

## 2011년
- 2011년 6월 2일 : 포항 '여남동 마을 풍어제'[1]